# جاي غيبونز
جاي غيبونز (بالإنجليزية: Jay Gibbons)‏ هو سياسي أمريكي، ولد في 25 مارس 1833. انتخب عضو جمعية ولاية نيويورك.